# Deutsche Leichtathletik-Meisterschaften 1973
Die 73. Deutschen Leichtathletik-Meisterschaften wurden vom 20. bis 22. Juli 1973 im Berliner Olympiastadion ausgetragen.

## Wettbewerbsprogramm
Erstmals gab es bei den Frauen nun auch eine Langstrecke: Der 3000-Meter-Lauf wurde Teil des Meisterschaftsprogramms.
Letztmals ausgetragen wurde der in der Sommersaison nicht mehr zeitgemäße Fünfkampf der Männer.

## Ausgelagerte Disziplinen
Außerdem wurden wie in den Jahren zuvor weitere Meisterschaftstitel an verschiedenen anderen Orten vergeben, in der folgenden Auflistung in chronologischer Reihenfolge benannt.
- Waldläufe – Marktredwitz, 31. März mit Einzel- / Mannschaftswertungen für Frauen und Männer auf jeweils zwei Streckenlängen (Mittel- / Langstrecke). Diese Disziplin lief letztmals unter der Bezeichnung ‚Waldlauf‘ anstelle von zukünftig ‚Crosslauf‘.
- Marathonlauf (Männer) – Eschborn, 15. September mit Einzel- und Mannschaftswertung[2]
- 50-km-Gehen (Männer) – Eschborn, 16. September mit Einzel- und Mannschaftswertung
- Langstaffeln, Frauen: 3 × 800 m / Männer: 4 × 800 m und 4 × 1500 m sowie
- Mehrkämpfe (Frauen: Fünfkampf) / (Männer: Zehnkampf) mit Einzel- und Mannschaftswertungen – Hannover, 7./8. Juli

## Rekord
Im Kugelstoßen erzielte Ralf Reichenbach (OSC Berlin) mit 20,51 m einen neuen bundesdeutschen Rekord (BR).

## Medaillengewinner, Männer
Die folgende Übersicht fasst die Medaillengewinner und -gewinnerinnen zusammen. Eine ausführlichere Übersicht mit den jeweils ersten acht in den einzelnen Disziplinen findet sich unter dem Link Deutsche Leichtathletik-Meisterschaften 1973/Resultate.
| Disziplin                                   | Gold                                                                            | Leistung        | Silber                                                                                  | Leistung        | Bronze                                                                    | Leistung        |
| ------------------------------------------- | ------------------------------------------------------------------------------- | --------------- | --------------------------------------------------------------------------------------- | --------------- | ------------------------------------------------------------------------- | --------------- |
| 100 m (Wind: +3,6)                          | Jobst Hirscht (SV Polizei Hamburg)                                              | 10,38 s00       | Franz-Peter Hofmeister (Jugend 07 Bergheim)                                             | 10,41 s00       | Manfred Ommer (TSV Bayer 04 Leverkusen)                                   | 10,44 s00       |
| 200 m (Wind: +5,0)                          | Franz-Peter Hofmeister (Jugend 07 Bergheim)                                     | 20,84 s00       | Manfred Ommer (TSV Bayer 04 Leverkusen)                                                 | 20,99 s00       | Horst-Rüdiger Schlöske (TSV Siemensstadt Berlin)                          | 21,34 s00       |
| 400 m                                       | Karl Honz (VfB Stuttgart)                                                       | 45,60 s00       | Horst-Rüdiger Schlöske (TSV Siemensstadt Berlin)                                        | 46,30 s00       | Hermann Köhler (TV Wattenscheid 01)                                       | 46,43 s00       |
| 800 m                                       | Paul-Heinz Wellmann (TV 1885 Haiger)                                            | 1:50,15 min     | Franz-Josef Kemper (LG Ratio Münster)                                                   | 1:50,26 min     | Reiner Burmester (VfL Wolfsburg)                                          | 1:50,65 min     |
| 1500 m                                      | Paul-Heinz Wellmann (TV 1885 Haiger)                                            | 3:42,55 min     | Thomas Wessinghage (TV 1885 Haiger)                                                     | 3:43,06 min     | Christoph Engel (LG Braunschweig)                                         | 3:44,85 min     |
| 5000 m                                      | Harald Norpoth (LG Ratio Münster)                                               | 13:48,2 min0    | Wolfgang Riesinger (LG Ratio Münster)                                                   | 13:49,0 min0    | Klaus-Peter Hildenbrand (Neuwieder LG)                                    | 13:51,6 min0    |
| 10.000 m                                    | Detlef Uhlemann (LC Bonn)                                                       | 28:52,2 min0    | Paul Angenvoorth (FC Bayer 05 Uerdingen)                                                | 29:03,2 min0    | Wolfgang Krüger (LBV Phönix Lübeck)                                       | 29:05,8 min0    |
| Marathon                                    | Lutz Philipp (ASC Wella Darmstadt)                                              | 2:24:39,8 h000  | Wolf-Dieter Poschmann (LG Rhein-Berg)                                                   | 2:25:24,8 h000  | Clemens Schneider-Strittmatter (LG Bruchsal/Karlsruhe)                    | 2:26:18,2 h000  |
| Marathon, Mannschaftswertung                | ASC Wella DarmstadtLutz Philipp Walter Weba Karl-Heinz Pschera                  | 7:30:29,6 h000  | LG Bruchsal/KarlsruheClemens Schneider-Strittmatter Gernot Bastian Richard Zimmermann   | 7:33:05,6 h000  | LG Rhein-BergWolf-Dieter Poschmann Heiner Debbe Goar Engeländer           | 7:54:42,8 h000  |
| 110 m Hürden (Wind: +1,7)                   | Eckart Berkes (TV Wattenscheid 01)                                              | 13,97 s00       | Kurt Aubele (LG Staufen)                                                                | 14,28 s00       | Werner Eikmeier (TSV Bayer 04 Leverkusen)                                 | 14,30 s00       |
| 400 m Hürden                                | Werner Reibert (USC Heidelberg)                                                 | 50,73 s00       | Georg Nückles (Kehler FV)                                                               | 50,75 s00       | Rolf Ziegler (SKV Eglosheim)                                              | 51,46 s00       |
| 3000 m Hindernis                            | Willi Maier (TSV Genkingen)                                                     | 8:32,0 min0     | Michael Karst (SV Saar 05 Saarbrücken)                                                  | 8:34,0 min0     | Willi Wagner (TV Wattenscheid 01)                                         | 8:38,0 min0     |
| 4 × 100 m Staffel                           | TV Wattenscheid 01Günter Wessing Klaus-Dieter Bieler Dieter Steinmann Klaus Ehl | 39,82 s00       | Jugend 07 BergheimKarl-Josef Siep Siegbert Walter Helmut Feldges Franz-Peter Hofmeister | 40,34 s00       | TSV Bayer 04 LeverkusenUlrich Haupt Koch Manfred Ommer Hartmut Strempel   | 40,45 s00       |
| 4 × 400 m Staffel                           | VfB StuttgartGerhard Burkhardt Siegfried Götz Bernhard Schmid Karl Honz         | 3:08,52 min     | Berliner TSWilliams Volker Kolletzky Franz-Josef Gleen Wolfgang Druschky                | 3:08,97 min     | LC BonnManfred Adam Gerhard Henrich Gerd Schröder Reinhold Soyka          | 3:11,00 min     |
| 4 × 800 m Staffel                           | TSV Bayer 04 LeverkusenTreiber Joachim Strauß Reiner Föhrenbach Ulrich Reich    | 7:26,7 min0     | TV 1885 HaigerJoachim Wehnge Eberhard Weyel Thomas Wessinghage Paul-Heinz Wellmann      | 7:28,5 min0     | TV Wattenscheid 01Schnieders Bach Lubba Nichtenberg                       | 7:34,0 min0     |
| 4 × 1500 m Staffel                          | LG Ratio MünsterFranz-Josef Kemper Urs Lufft Wolfgang Riesinger Harald Norpoth  | 15:35,0 min0    | ASC Wella DarmstadtReinhard Leibold Fritz Schäfer Dirk Stratmann Arnd Krüger            | 15:35,2 min0    | VfL WolfsburgGerd Schade Reiner Burmester Klaus Klingeberg Rolf Burscheid | 15:41,6 min0    |
| 20-km-Gehen                                 | Gerhard Weidner (LG Salzgitter)                                                 | 1:31:23,4 h000  | Heinz Mayr (VfL Wolfsburg)                                                              | 1:33:45,0 h000  | Heinrich Schubert (DJK Adler Bad Kreuznach)                               | 1:35:50,2 h000  |
| 20-km-Gehen, Mannschaftswertung             | VfL WolfsburgHeinz Mayr Manfred Kolvenbach Wolfgang Klaiber                     | 4:59:07,6 h000  | LG SalzgitterGerhard Weidner Gerd Schuth Wolfgang Kaschel                               | 5:01:16,8 h000  | Eintracht FrankfurtHans Michalski Jürgen Schönfeld Walter Drössler        | 5:02:10,0 h000  |
| 50 km Gehen                                 | Bernd Kannenberg (LAC Quelle Fürth)                                             | 4:07:56,2 h000  | Gerhard Weidner (LG Salzgitter)                                                         | 4:09:26,8 h000  | Heinrich Schubert (DJK Adler Bad Kreuznach)                               | 4:17:22,2 h000  |
| 50 km Gehen, Mannschaftswertung             | Eintracht FrankfurtHans Michalski Jürgen Schönfeld Walter Drössler              | 13:21:58,2 h000 | LG SalzgitterGerhard Weidner Gerd Schuth Klaiber                                        | 13:35:01,2 h000 | USC HeidelbergLeo Frey Robert Henderson / USA Allen / USA                 | 13:53:57,6 h000 |
| Hochsprung                                  | Lothar Doster (SV Salamander Kornwestheim)                                      | 2,14 m000       | Walter Boller (USC Mainz)                                                               | 2,11 m          | Peter Frost (TSV Bayer 04 Leverkusen)                                     | 2,11 m          |
| Stabhochsprung                              | Volker Ohl (SG Arheilgen)                                                       | 5,20 m000       | Reinhard Kuretzky (TSV Bayer 04 Leverkusen)                                             | 5,20 m          | Hans-Jürgen Ziegler (KSV Hessen Kassel)                                   | 5,20 m          |
| Weitsprung                                  | Hans Baumgartner (TV Heppenheim)                                                | 7,83 m000       | Helmut Klöck (TSV Bayer 04 Leverkusen)                                                  | 7,80 m          | Andreas Gloerfeld (TSV Bayer 04 Leverkusen)                               | 7,73 m          |
| Dreisprung                                  | Richard Kick (TSV 1860 München)                                                 | 16,17 m000      | Joachim Kugler (ASC Wella Darmstadt)                                                    | 16,07 m         | Bernd Becker (TSG 1883 Münster/Ts.)                                       | 15,64 m         |
| Kugelstoßen                                 | Ralf Reichenbach (OSC Berlin)                                                   | 20,51 m BR      | Gerhard Steines (LG Lahn-Dill/TV Wetzlar)                                               | 19,54 m         | Ferdinand Schladen (LC Bonn)                                              | 19,52 m         |
| Diskuswurf                                  | Klaus-Peter Hennig (TSV Bayer 04 Leverkusen)                                    | 63,06 m000      | Hein-Direck Neu (TSV Bayer 04 Leverkusen)                                               | 61,54 m         | Dirk Wippermann (Rot-Weiß Oberhausen)                                     | 58,06 m         |
| Hammerwurf                                  | Karl-Hans Riehm (TV Germania Trier)                                             | 73,98 m000      | Uwe Beyer (USC Mainz)                                                                   | 72,72 m         | Edwin Klein (USC Mainz)                                                   | 71,56 m         |
| Speerwurf                                   | Klaus Wolfermann (SV Gendorf)                                                   | 82,62 m000      | Horst Timmer (TSV Bayer 04 Leverkusen)                                                  | 78,04 m         | Reinhard Lange (KSV Hessen Kassel)                                        | 76,10 m         |
| Fünfkampf, 1965er W. 2. Zeile: 1985er Wert. | Günter Grube (LBV Phönix Lübeck)                                                | 3660 P (3812 P) | Rudi Kränzer (TSG Balingen)                                                             | 3619 P (3741 P) | Wolfgang Tilly (LG ESV/PSV Essen)                                         | 3466 P (3598 P) |
| Fünfkampf, Mannschaftswertung               | LBV Phönix LübeckGünter Grube Ulrich Zunker Wolfgang Zdechlik                   | 10.280 P        | LG ESV/PSV EssenWolfgang Tilly Wolf. Schneider ?                                        | 9.872 P         | TSG BalingenRudi Kränzer Eugen Stumpp Volker Wunderlich                   | 9.835 P         |
| Zehnkampf, 1965er W. 2. Zeile: 1985er Wert. | Herbert Swoboda (USC Mainz)                                                     | 7769 P (7622 P) | Norbert Hoischen (OSC Thier Dortmund)                                                   | 7663 P (7530 P) | Werner Eikmeier (TSV Bayer 04 Leverkusen)                                 | 7527 P (7355 P) |
| Zehnkampf, Mannschaftswertung               | USC MainzHerbert Swoboda Guido Kratschmer Frank Hensel                          | 21.855 P        | LG USC BochumWolfgang Linkmann Claus Marek Detlef Kleefeld                              | 20.571 P        | LC BonnWalter Mössle Uli Schmedemann Gerd Stengert                        | 20.143 P        |
| Waldlauf Mittelstrecke – 5400 m             | Willi Maier (TSV Genkingen)                                                     | 16:11,4 min0    | Christoph Engel (LG Braunschweig)                                                       | 16:15,2 min     | Ulrich Hutmacher (VfL Wolfsburg)                                          | 16:19,8 min     |
| Waldlauf Mittelstrecke, Mannschaftswertung  | VfL WolfsburgUlrich Hutmacher Wolfgang Soukup Gerd Schade                       | Pl.-Ziff. 20    | TSV GenkingenWilli Maier Ulrich Dinkelacker Uwe Beck                                    | Pl.-Ziff. 40    | LG LudwigshafenKarl Mann Roland Jochem Günther Lenske                     | Pl.-Ziff. 48    |
| Waldlauf Langstrecke – 12.400 m             | Lutz Philipp (ASC Wella Darmstadt)                                              | 39:01,4 min0    | Detlef Uhlemann (LC Bonn)                                                               | 39:09,4 min     | Hans-Dieter Schulten (TV Wattenscheid 01)                                 | 39:18,6 min     |
| Waldlauf Langstrecke, Mannschaftswertung    | ASC Wella DarmstadtLutz Philipp Helmut Jesberg Reinhard Leibold                 | Pl.-Ziff. 13    | LC BonnDetlef Uhlemann Gerd Escher Johannes Lummer                                      | Pl.-Ziff. 21    | TV Wattenscheid 01Hans-Dieter Schulten Willi Wagner Günter Mielke         | Pl.-Ziff. 29    |

## Medaillengewinnerinnen, Frauen
| Disziplin                                   | Gold                                                                                     | Leistung        | Silber                                                                                     | Leistung        | Bronze                                                                                     | Leistung        |
| ------------------------------------------- | ---------------------------------------------------------------------------------------- | --------------- | ------------------------------------------------------------------------------------------ | --------------- | ------------------------------------------------------------------------------------------ | --------------- |
| 100 m (Wind: +0,6)                          | Elfgard Schittenhelm geb. Weismann (OSC Berlin)                                          | 11,45 s00       | Annegret Richter geb. Irrgang (OSC Thier Dortmund)                                         | 11,49 s00       | Annegret Kroniger (USC Mainz)                                                              | 11,68 s00       |
| 200 m (Wind: +4,9)                          | Annegret Kroniger (USC Mainz)                                                            | 23,26 s00       | Annegret Richter geb. Irrgang (OSC Thier Dortmund)                                         | 23,32 s00       | Rita Wilden geb. Jahn (TuS 04 Leverkusen)                                                  | 23,46 s00       |
| 400 m                                       | Rita Wilden geb. Jahn (TuS 04 Leverkusen)                                                | 52,72 s00       | Erika Weinstein geb. Götz (TuS 04 Leverkusen)                                              | 53,13 s00       | Christel Frese (ASV Köln)                                                                  | 53,78 s00       |
| 800 m                                       | Hildegard Falck geb. Janze (VfL Wolfsburg)                                               | 2:05,85 min     | Sabine Skov (TSB Flensburg)                                                                | 2:07,57 min     | Rosemarie Balke geb. Klute (OSC Thier Dortmund)                                            | 2:07,82 min     |
| 1500 m                                      | Ellen Tittel (TuS 04 Leverkusen)                                                         | 4:27,45 min     | Sylvia Schenk (Eintracht Frankfurt)                                                        | 4:30,53 min     | Marlene Weiland geb. Loris (TV 1895 Elm)                                                   | 4:30,77 min     |
| 3000 m                                      | Christa Merten geb. Basche (TSV Bayer 04 Leverkusen)                                     | 9:23,0 min0     | Gerda Ranz geb. Klöpfer (TV Erkheim)                                                       | 9:23,8 min0     | Christa Kofferschläger (Barmer TV 1846 Wuppertal)                                          | 9:41,0 min0     |
| 100 m Hürden (Wind: +0,9)                   | Uta Nolte (TuS 04 Leverkusen)                                                            | 13,60 s00       | Monika Scherb (LG Frankfurt)                                                               | 13,62 s00       | Marlies Koschinski (TSV Bayer 04 Leverkusen)                                               | 13,75 s00       |
| 4 × 100 m Staffel                           | OSC BerlinSigrid Barth Elfgard Schittenhelm geb. Weismann Evelin Borrmann Maren Schröder | 45,16 s00       | TuS 04 LeverkusenErika Weinstein geb. Götz Uta Nolte Rita Wilden geb. Jahn Heide Rosendahl | 45,59 s00       | LC BonnElvira Possekel Annelie Wilden geb. Klum Marlies Kühn Brigitte Richter geb. Killius | 45,62 s00       |
| 3 × 800 m Staffel                           | TuS 04 LeverkusenChristel Schlaukötter geb. Trompler Ellen Tittel Gisela Ellenberger     | 6:31,7 min0     | ASV KölnRita Windbrake Christel Frese Gertrud Theißen                                      | 6:45,1 min0     | 1. FC PassauRenate Kronawitter Ursula Reiser Karin Kaseder                                 | 6:45,4 min0     |
| Hochsprung                                  | Ulrike Meyfarth (ASV Köln)                                                               | 1,83 m          | Renate Gärtner (Eintracht Frankfurt)                                                       | 1,81 m          | Renate Pietschmann (Stuttgarter Kickers)                                                   | 1,78 m          |
| Weitsprung                                  | Edda Trocha geb. Schmiedel (SG Düren 99)                                                 | 6,44 m          | Heide Rosendahl (TuS 04 Leverkusen)                                                        | 6,25 m          | Margot Eppinger (LG Filder)                                                                | 6,16 m          |
| Kugelstoßen                                 | Brigitte Berendonk (USC Heidelberg)                                                      | 15,79 m         | Liesel Westermann (TuS 04 Leverkusen)                                                      | 15,57 m         | Eva Wilms (Sport-Union Annen)                                                              | 15,24 m         |
| Diskuswurf                                  | Liesel Westermann (TuS 04 Leverkusen)                                                    | 59,60 m         | Brigitte Berendonk (USC Heidelberg)                                                        | 58,84 m         | Ilse Spieß (ASC Wella Darmstadt)                                                           | 55,58 m         |
| Speerwurf                                   | Ameli Koloska geb. Isermeyer (USC Mainz)                                                 | 57,14 m         | Christa Peters geb. Sander (TK Hannover)                                                   | 51,74 m         | Almut Brömmel (TSV 1860 München)                                                           | 51,04 m         |
| Fünfkampf, 1971er W. 2. Zeile: 1981er Wert. | Margot Eppinger (LG Filder)                                                              | 4373 P (4291 P) | Christel Voß (TuS 04 Leverkusen)                                                           | 4327 P (4229 P) | Ulrike Jacob (LG Erlangen)                                                                 | 4134 P (4007 P) |
| Fünfkampf, Mannschaftswertung               | TuS 04 LeverkusenChristel Voß Christa Köhler Rödel                                       | 12.136 P        | LG USC BochumAnnette Stein Hanne Ziemek Markert                                            | 11.358 P        | Düsseldorfer SC 99Birgit Martin Leboterf Ursula Wöhler                                     | 11.025 P        |
| Waldlauf Mittelstrecke – 1500 m             | Ellen Tittel (TuS 04 Leverkusen)                                                         | 4:19,2 min0     | Christa Merten geb. Basche (TSV Bayer 04 Leverkusen)                                       | 4:23,0 min      | Gisela Ellenberger (TuS 04 Leverkusen)                                                     | 4:29,6 min      |
| Waldlauf Mittelstrecke, Mannschaftswertung  | TuS 04 LeverkusenEllen Tittel Gisela Ellenberger Erika Weinstein geb. Götz               | Pl.-Ziff. 15    | Neuwieder LCHerta Kaffei Gabi Klein Dagmar Anhäuser                                        | Pl.-Ziff. 32    | LBV Phönix LübeckMarita Jeske geb. Kloth Kirsten Hünemörder Krüger                         | Pl.-Ziff. 36    |
| Waldlauf Langstrecke – 4400 m               | Ellen Tittel (TuS 04 Leverkusen)                                                         | 15:14,6 min0    | Gerda Ranz geb. Klöpfer (TV Erkheim)                                                       | 15:30,4 min     | Charlotte Teske geb. Bernhard (ASC Wella Darmstadt)                                        | 15:38,6 min     |
| Waldlauf Langstrecke, Mannschaftswertung    | TuS 04 LeverkusenEllen Tittel Erika Weinstein geb. Götz Diehl                            | Pl.-Ziff. 30    | ASC Wella DarmstadtCharlotte Teske geb. Bernhard Christel Rosenthal Lutz                   | Pl.-Ziff. 30    | Barmer TV 1846 WuppertalChrista Kofferschläger Eva Oppermann Ingrid Unger                  | Pl.-Ziff. 41    |

## Video
- Filmausschnitte u. a. von den Deutschen Leichtathletik-Meisterschaften auf filmothek.bundesarchiv.de, Bereich: 4:30 min bis 7:02 min, abgerufen am 7. April 2021